# Wappen der Stadt Saalburg-Ebersdorf
Seit der Fusion von Saalburg und Ebersdorf führt die neu entstandene Stadt noch kein Wappen für Saalburg-Ebersdorf. Stattdessen führt Saalburg-Ebersdorf die beiden Wappen der ehemaligen Kommunen fort. Im Folgenden sind alle Hoheitszeichen der Stadt und ihrer Ortsteile im thüringischen Saale-Orla-Kreis aufgeführt.

## Stadt Saalburg-Ebersdorf
Für die seit 2003 bestehende Stadt Saalburg-Ebersdorf gelten folgende Bestimmungen zu Hoheitszeichen aus der Hauptsatzung der Stadt:
- Die Stadt führt die Wappen der ehemaligen Stadt Saalburg und der ehemaligen Gemeinde Ebersdorf/Thüringen gleichberechtigt fort. Ein eigenes Wappen hat die Stadt nicht.[1]
- Die Stadt führt, im Gegensatz zu ihren Ortsteilen Ebersdorf, Friesau, Röppisch, Schönbrunn und Zoppoten, keine Flagge.[2]
- Das Dienstsiegel der Stadt Saalburg-Ebersdorf trägt das Wappen des Freistaates Thüringen und die Umschrift „Stadt Saalburg-Ebersdorf“.[3]

## Ehemalige Stadt Saalburg
Die Blasonierung lautet wie folgt:

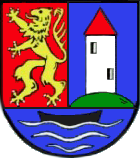
Wappen Saalburgs

„Halbgespalten und geteilt; in den überhöhten oberen Feldern vorn in Rot ein goldener Löwe, hinten in Blau auf grünem Berg ein spitzbedachter silberner Rundturm, unten in Blau auf silbernen Wellen ein schwarzer Kahn.“

Die Stadt Saalburg-Ebersdorf gibt in §2 Abs. 2 ihrer Hauptsatzung folgende Beschreibung an:

„oben eckig - unten abgerundet, Halbgespalten und geteilt; in den überhöhten oberen Feldern links in Rot ein goldener Löwe, rechts in Blau auf grünem Berg ein spitzbedachter silberner Rundturm, unten in Blau auf silbernen Wellen ein schwarzer Kahn.“

Das Wappen von Saalburg geht auf das älteste bekannte Siegel von 1387 zurück. In seiner heutigen Darstellung wurde das Wappen 1942 erstmals offiziell verwendet. Bei dem Löwen handelt es sich um den plauenschen und damit um einen Verweis auf die Vögte von Weida, Gera und Plauen. Der Bergfried gehörte zur 1913 eingestürzten Burg. Die Darstellung im unteren Feld weist auf die Lage der Stadt an der Saale hin und entstand nach dem Stau ca. 1935/36; im vorherigen Siegelbild befand sich ein Mann in einem Kahn.

## Ehemalige Gemeinde Ebersdorf

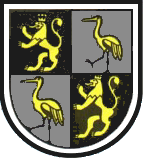
Wappen Ebersdorfs

Die Blasonierung gibt die Stadt wie folgt an:

„Oben eckig - unten abgerundet, zwei goldene aufgerichtete Löwen mit goldener Krone und ausgeschlagener roter Zunge auf schwarzem Grund; auf den beiden anderen diagonal gegenüberliegenden Feldern zwei schreitende Kraniche, ebenfalls goldfarben, aber auf silbernem Grund.“

Auch der Löwe im Wappen Ebersdorfs zeigt den vogtländischen Löwen, den die Vögte seit dem 13. Jahrhundert in ihren Siegeln führten. Überhaupt hat das Wappen Ebersdorfs eine große Ähnlichkeit zum Wappen der beiden Fürstentümer Reuß älterer und jüngerer Linie, die in selber Anordnung einen goldenen Löwen auf Schwarz bzw. goldenen Kranich auf Silber zeigen. Das Wappen dürfte damit insgesamt ein Verweis auf das Haus Reuß-Ebersdorf sein, das später im Fürstentum Reuß jüngerer Linie aufging.
Ebersdorf hat eine Weiß-Rote Flagge mit aufgelegtem Ortsteilwappen.

## Ortsteil Friesau
Friesau führt ein Wappen mit folgender Blasonierung:

„Goldfarbener Kelch auf weißem Grund.“

Friesau hat eine Weiß-Rote Flagge mit aufgelegtem Ortsteilwappen.

## Ortsteil Röppisch
Röppisch führt ein Wappen mit folgender Blasonierung:

„Romanische Wehrkirche auf weißem Grund.“

Röppisch hat eine Weiß-Rote Flagge mit aufgelegtem Ortsteilwappen.

## Ortsteil Schönbrunn
Schönbrunn führt ein Wappen mit folgender Blasonierung:

„Auf ockerfarbenem Grund das mit blauem Schiefer gedeckte Brunnenhäuschen mit Wetterfahne; Mauer des Häuschens ist braun.“

Schönbrunn hat eine Blau-Gelbe Flagge mit aufgelegtem Ortsteilwappen.

## Ortsteil Zoppoten
Zoppoten führt ein Wappen mit folgender Blasonierung:

„Ein rotes Feld, das schrägrechts einen silbernen Balken durchschneidet; auf dem Schild ruht ein offener Turnierhelm, der gekrönt und mit einem Kleinod verziert ist; auf dem Helm steht ein roter Adlerflug, durch den schrägrechts und schräglinks ein silberner Balken geht; die Helmdecken sind rot und silbern.“

Zoppoten hat eine Weiß-Rote Flagge mit aufgelegtem Ortsteilwappen.

## Belege
1. ↑  Stadt Saalburg-Ebersdorf: Hauptsatzung der Stadt Saalburg-Ebersdorf. §2 (1) der Hauptsatzung. 6. Februar 2015, abgerufen am 30. September 2023.
2. 1 2 3 4 5 6  §2 (5) Hauptsatzung
3. ↑  §2 (6) Hauptsatzung
4. ↑  §2 (2) der Hauptsatzung
5. ↑  Hartmut Ulle: Neues Thüringer Wappenbuch. Band 2: Ilmkreis, Jena, Kyffhäuserkreis, Saale-Orla-Kreis, Saalfeld-Rudolstadt (Landkreis), Schmalkalden-Meiningen (Landkreis), Suhl. 2., veränderte, überarbeitete Auflage. Arbeitsgemeinschaft Genealogie Thüringen, Erfurt 1997, ISBN 3-9804487-2-X, S. 43.
6. ↑  Thüringer Naturbrief - Wappen der Thüringer Landkreise, Städte und Gemeinden. Abgerufen am 30. September 2023.
7. ↑  §2 (3) der Hauptsatzung
8. ↑  Thüringer Naturbrief - Wappen der Thüringer Landkreise, Städte und Gemeinden. Abgerufen am 30. September 2023.
9. ↑  §2 (4) Punkt 2 Hauptsatzung
10. ↑  §2 (4) Punkt 3 Hauptsatzung
11. ↑  §2 (4) Punkt 4 Hauptsatzung
12. ↑  §2 (4) Punkt 5 Hauptsatzung